# Нисамбек
Нисамбе́к (каз. Нысамбек) — село у складі Толебійського району Туркестанської області Казахстану. Входить до складу Алатауського сільського округу.
У радянські часи село називалось Нисанбек.
Населення — 544 особи (2021; 588 у 2009, 563 у 1999, 382 у 1989).